# Samo Voo Voo
Samo Voo Voo – album zespołu Voo Voo wydany 10 października 2008 roku. Pierwszym singlem z płyty jest utwór "Leszek mi mówił", którego premiera odbyła się 15 września 2008. Natomiast trasa koncertowa promująca album odbyła się w grudniu.

## Lista utworów
1. "Dzisiaj jest ładna pogoda"
2. "Nie fajnie"
3. "Leszek mi mówił"
4. "Barany"
5. "Pan to wie"
6. "Nie podoba się"
7. "Puszcza"
8. "Komboj"
9. "Ogień"
10. "Łan Łerd Łan Drim"
11. "Dziki"
12. "To ładnie wychodzi"
13. "Nie manipuluj"

Muzyka i słowa Wojciech Waglewski

## Twórcy
- Wojciech Waglewski – śpiew, gitary, banjo
- Mateusz Pospieszalski – saksofony, instrumenty klawiszowe, śpiew
- Piotr "Stopa" Żyżelewicz – perkusja
- Karim Martusewicz – gitara basowa

personel
- Realizacja nagrań: Piotr "Dziki" Chancewicz, Karim Martusewicz
- Mix: Piotr "Dziki" Chancewicz
- Mastering: Leszek Kamiński
- Projekt graficzny: Macio
- Zdjęcia: Jaramsie.com

Nagrań dokonano w Media Studio w Warszawie.

## Pozycje na listach
| Lista | Kraj   | Pozycja |
| ----- | ------ | ------- |
| OLiS  | Polska | 12      |